# Facultatea de Chimie a Universității „Alexandru Ioan Cuza” din Iași

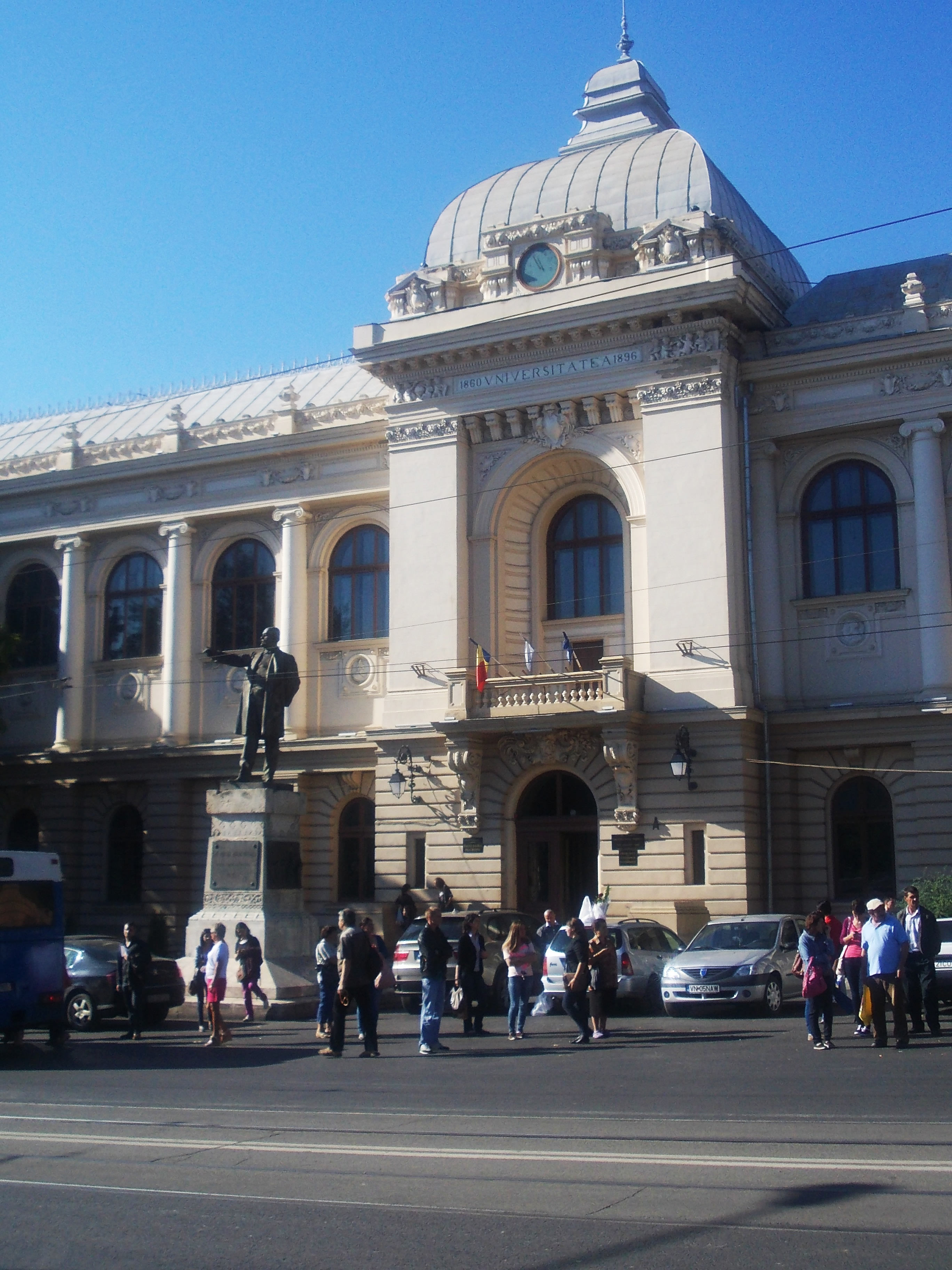
Corpul A al Universității „Alexandru Ioan Cuza” din Iași, în care se desfășoară majoritatea activităților Facultății de Chimie

Facultatea de Chimie este una dintre cele 15 facultăți din cadrul Universității „Alexandru Ioan Cuza” din Iași.
Are sediul în clădirea principală a Universității „Alexandru Ioan Cuza” din Iași (Bulevardul Carol I, nr. 11), monument istoric cu codul IS-II-m-B-03783.

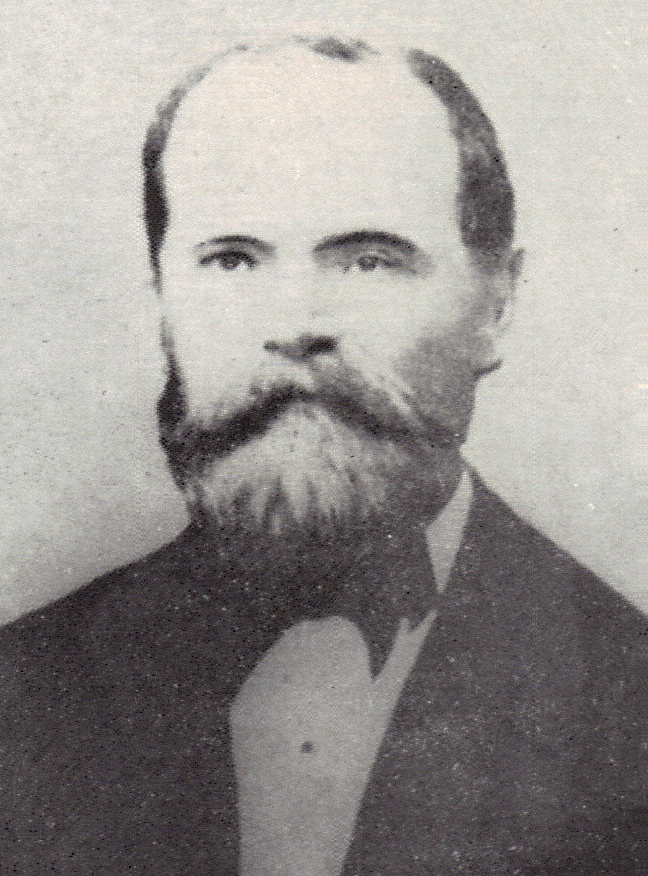
Ștefan Micle, primul profesor de chimie al Universității „Alexandru Ioan Cuza” din Iași

## Istoric
La înființarea Universității (26 octombrie 1860) „Chimia anorganică și organică” a fost introdusă ca disciplină de studiu  în cadrul Facultății de Filosofie. La reorganizarea din 25 noiembrie 1864 a fost înființată Catedra de Fizică și Chimie, în cadrul Facultății de Științe fizice, matematice și naturale, sub conducerea profesorului Ștefan Micle. În 1878, Catedra de Fizică și Chimie s-a divizat în Catedra de Fizică (condusă de către profesorul Ștefan Micle) și Catedra de Chimie, a cărei conducere a fost încredințată savantului Petru Poni. În 1892 au luat ființă Catedra de Chimie organică, respectiv Catedra de Chimie anorganică, cărora li s-a alăturat – în 1906 – Chimia Agricolă. 
Facultatea de Chimie a fost înființată în anul 1948, acesta existând în acestă formă până în 1974, când a fost înglobată forțat în cadrul Institutului Politehnic Iași, sub acțiunea cunoscută sub numele de „unificarea învățământului chimic ieșean”. Din 1990, Facultatea de Chimie a revenit în cadrul Universității „Alexandru Ioan Cuza” din Iași.
Printre personalitățile marcante care au activat în cadrul Facultății de Chimie s-au numărat:
- Vasile Ababi
- Boris Arventiev
- Camelia Beldie
- Petru Bogdan
- Constantin H. Budeanu
- Radu Cernătescu
- Neculai Costăchescu
- Simon Fișel
- Constantin Vasile Gheorgiu
- Ilie Matei
- Anastasie Obregia
- Eugen Papafil
- Magda Petrovanu
- Margareta Poni
- Petru Poni
- Radu Ralea
- Hans Adam Schneider
- Ioan Zugrăvescu

## Prezent
În prezent, facultatea pregătește studenți în domeniile Chimie, respectiv Biochimie tehnologică. Datorită pregătirii lor teoretice și experimentale, absolvenții de studii universitare și master se pot adapta cu ușurință la evoluția noilor tehnici de investigare, ceea ce le permite să efectueze analize chimice în orice laborator de profil din industrie sau din clinicile medicale.

## Decani
- Eugen Papafil (1948-1963)
- Vasile Ababi (1963-1972)
- Hans Adam Schneider (1972-1974)
- Alexandru Cecal (1990-1996; 2000-2004)
- Constantin Ghirvu (1996-2000)
- Gelu Bourceanu (2004-2008)
- Dumitru Gânju (2008-2012)
- Ionel Mangalagiu (2012-2016)
- Aurel Pui (2016-2024)
- Dîrțu Alin Constantin (2024-prezent)